# Old Bailey
Hlavní trestní soud Anglie a Walesu (Central Criminal Court of England and Wales), běžně označovaný jako Old Bailey podle ulice, na které stojí, je budova trestního soudu v centru Londýna, jedna z několika, kde sídlí Korunní soud Anglie a Walesu (Crown Court of England and Wales). Ulice venku sleduje trasu starověké zdi kolem City of London, která byla součástí předhradí, odtud metonymický název.
Old Bailey byl umístěn v řadě soudních budov na ulici od šestnáctého století, kdy byl připojen ke středověké věznici Newgate. Současný hlavní stavební blok byl dokončen v roce 1902 podle návrhu Edwarda Williama Mountforda; jeho architektura je uznávána a chráněna jako památkově chráněná budova II. stupně. Rozšíření South Block bylo postaveno v roce 1972 nad bývalým místem věznice Newgate, která byla zničena v roce 1904.
Korunní soud v Old Bailey projednává velké kriminální případy z Velkého Londýna. Ve výjimečných případech mohou být případy postoupeny Old Bailey také z jiných částí Anglie a Walesu. Stejně jako u většiny soudů v Anglii a Walesu jsou soudní procesy na Old Bailey otevřené veřejnosti; podléhají však přísným bezpečnostním postupům.

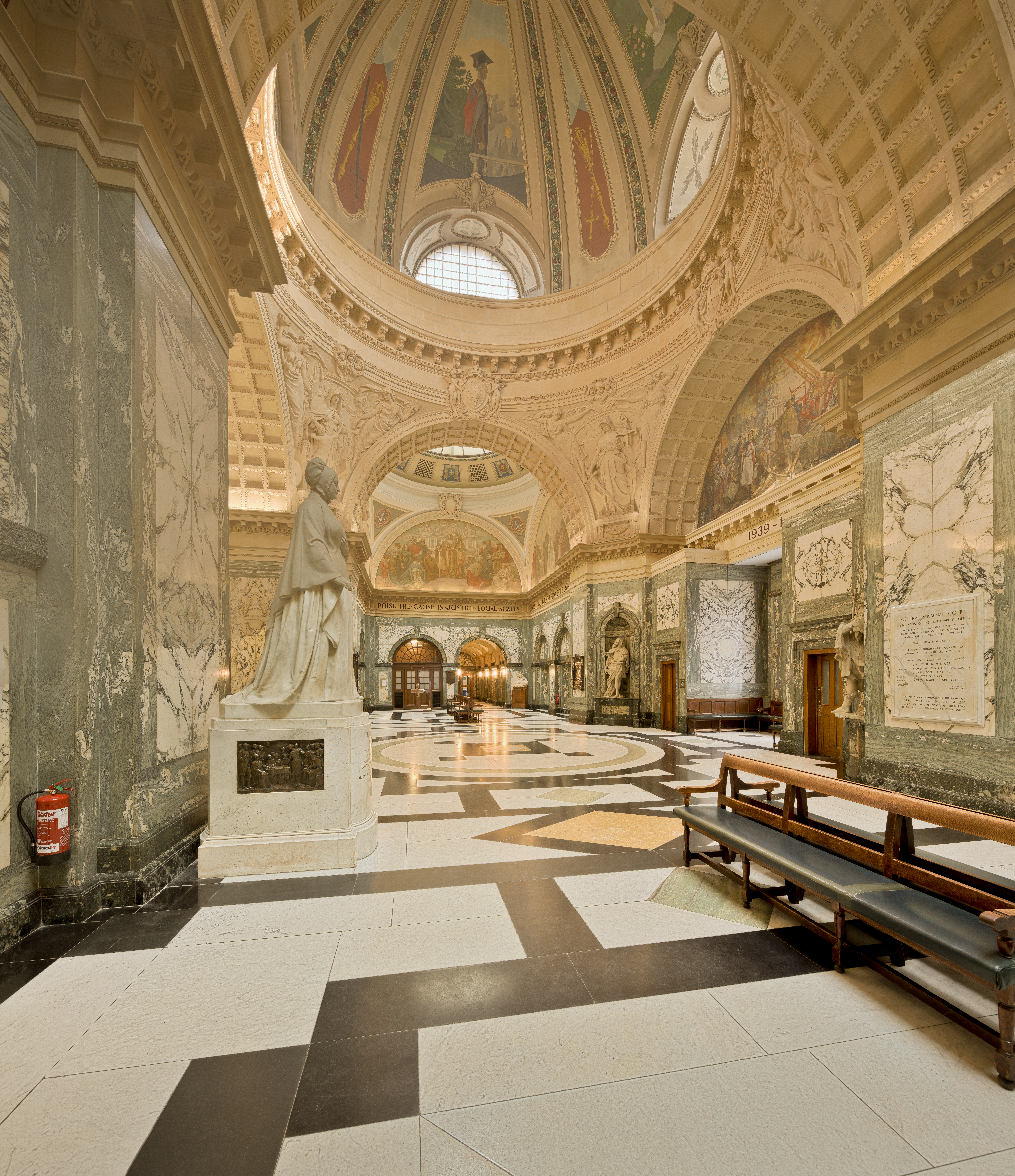
Velká hala
Jednací síň
Jednací síň